# Milo O'Shea
Pour les articles homonymes, voir O'Shea.
Milo O'Shea (né le 2 juin 1926 à Dublin et mort le 2 avril 2013 à New York), est un acteur irlandais surtout connu pour des rôles secondaires, reconnaissable à ses sourcils broussailleux, sa voix éclatante et son sourire espiègle.

## Biographie
Il a grandi à Dublin et a fait ses études à l’école Synge Street tenue par les frères chrétiens, au côté de Donal Donnelly qui était né en Angleterre mais a grandi en Irlande.
Il commença à être acteur de théâtre, puis passa au cinéma dans les années 1960. Il devint populaire au Royaume-Uni en jouant dans Me Mammy, une série télévisée de la BBC, avec Yootha Joyce. En 1967-68, il joue dans la pièce Staircase avec Eli Wallach dirigé par Barry Morse, qui montre pour la première fois à Broadway de façon réaliste des homosexuels.
O’Shea incarne Leopold Bloom dans Ulysse, le film de Joseph Strick en 1967, adapté du livre éponyme de James Joyce. Parmi ses autres rôles mémorables, on compte le personnage de gentil, frère Laurent, dans Roméo et Juliette de Franco Zeffirelli, et le personnage de méchant, le savant fou Durand Durand, dans Barbarella de Roger Vadim (tous les deux en 1968). Il interpréta l'inspecteur Boot dans le film d’horreur réalisé en 1973 par Douglas Hickox, Théâtre de sang, aux côtés de Vincent Price et Diana Rigg.
Il a continué à jouer assidûment dans des films et des téléfilms américains comme dans le film Le Verdict, et dans la série À la Maison-Blanche.
Il est marié à l’actrice d’origine irlandaise Kitty Sullivan, avec qui il a de temps en temps joué, surtout dans la reprise de My Fair Lady en 1981 à Broadway. Ils n’ont eu aucun enfant. Sa femme et lui ont tous les deux pris la nationalité américaine.
Sur scène, il joua aussi dans Mass Appeal en 1981 où il tenait le rôle du père Tim Farley pour lequel il fut nommé aux Tony Awards dans la catégorie meilleur acteur. En 1986 il joua dans Corpse!, et dans la reprise à Broadway de Philadelphia, Here I Come.

## Filmographie sélective
- 1959 : This Other Eden de Muriel Box
- 1967 : Ulysse de Joseph Strick : Leopold Bloom
- 1968 : Roméo et Juliette de Franco Zeffirelli : Frère Laurent
- 1968 : Barbarella de Roger Vadim : le concierge / Durand Durand
- 1968 - 1971 : Me Mammy (série télévisée) : Benjamin "Bunjy" Kennefick
- 1969 : The Adding Machine de Jerome Epstein : M. Zero
- 1971 : Sacco et Vanzetti de Giuliano Montaldo : Fred Moore, le premier avocat de la défense
- 1973 : Théâtre de sang de Douglas Hickox : Inspecteur Boot
- 1974 : Percy's Progress (en) de Ralph Thomas : Dr. Klein
- 1979 : Le Trésor de la montagne sacrée (Arabian Adventure) de Kevin Connor : Khasim
- 1982 : Le Verdict de Sidney Lumet : le juge Hoyle
- 1985 : La Rose pourpre du Caire (The Purple Rose of Cairo) de Woody Allen : le père Donnelly, sur l'écran
- 1985 : Arena (An Absurd Notion) de Russell Mulcahy : Dr. Durand Durand
- 1989 : Une journée de fous (The Dream Team) de Howard Zieff : Dr. Newald
- 1990 : Dans les pompes d'un autre (en) de Donald Petrie : Max
- 1991 : Ta mère ou moi (Only the Lonely) de Chris Columbus : Doyle, un habitué du bar
- 1992 : The Playboys de Gillies MacKinnon : Freddie
- 1993 : Murder in the Heartland (en) (série télévisée) de Robert Markowitz
- 1997 : L'Entremetteur (The Matchmaker) de Mark Joffe